# Antonio Felice Zondadari
« Antonfelice Zondadari » redirige ici. Pour le cardinal italienné né 1665, voir Antonfelice Zondadari (1665-1737).
Antonio Felice Zondadari (né le 14 janvier 1740 à Sienne, alors dans le Grand-duché de Toscane et mort le 13 avril 1823 dans la même ville) est un cardinal italien du XIXe siècle.
Il est un neveu au troisième degré du cardinal Antonfelice Zondadari.

## Biographie
Antonio Felice Zondadari exerce diverses fonctions au sein de la Curie romaine. Il est nommé inquisiteur à Malte du 11 juin 1777 à 1785, archevêque titulaire d'Adana (de) en 1785, avant d'être envoyé comme nonce apostolique (en) dans les Pays-Bas autrichiens. Il est consacré archevêque le 21 décembre 1785 par Francesco Saverio de Zelada avec comme co-consécrateurs Orazio Mattei (de) et Francesco Saverio Cristiani (de).
Il est secrétaire de la Sacrée congrégation pour la propagation de la foi et nommé archevêque de Sienne en 1795. 
Le pape Pie VII le crée cardinal in pectore lors du consistoire du 23 février 1801. Sa création est publiée le 28 septembre 1801. Il est présent lors du mariage de Napoléon Ier en 1810 et fait partie des « cardinaux rouges ». Il participe au concile de Paris en 1811.

## Succession apostolique
Antonio Felice Zondadari a ordonné les évêques suivants :
- Archevêque Pier Francesco Morali (it) (1815)
- Évêque Giacinto Pippi (1815)